# Война на Четвъртата коалиция
Войната на Четвъртата коалиция е война на Наполеонова Франция и нейните сателити срещу коалицията на великите сили (Русия, Австрия и Прусия) през периода 1806 – 1807 г.

## Ход на военните действия
Войната започва с нападението на Пруското кралство на френска земя. Но в двете важни сражения при Йена и Ауерщед Наполеон напълно разгромява прусите и навлиза в Берлин. През декември 1806 г. във войната влиза и Русия. Ожесточените сражения при Чарново, Голимина и Пултуск завършват без победител.
Най-важното сражение по време на зимната кампания е през февруари 1807 г. при Ейлау. Кръвопролитното сражение между главните сили на Великата армия и руснаците, предвождани от граф Бенингсен, завършват без победител, но през нощта графът отстъпва и Наполеон се обявява за победител. Двете страни са изтощени от тримесечната безрезултатна борба и са радостни от настъпването на топенето на снеговете, което отлага бойните действия до май. По същото време руските войски влизат във война с Османската империя, при което Наполеон получава огромно числено превъзходство. В началото на есенната кампания Наполеон има войска от 190 000 души срещу 100 000 руснаци. При Хайлсберг Бенингсен успешно атакува френската армия, но при Фридланд превъзходството на Великата армия е решаващо. Наполеон с 85 000 войници направо смазва 60-те хиляди руснаци.

## Резултати
Кампанията в Полша и Източна Прусия е започната от Наполеон с цел спечелване на решително сражение, след което да диктува условията на мирния договор. След половин година целта му е изпълнена. През периода между зимата на 1806 и лятото на 1807 г. са най-тежките сражения. Най-кърваво е това при Ейлау, в което за първи път през удивителната си военна кариера Наполеон не побеждава решително.